# Joy Jegede
Joy Jegede (sinh ngày 16 tháng 12 năm 1991) là một cầu thủ bóng đá quốc tế người Nigeria, chơi bóng trong vai trò là một hậu vệ. Cô là thành viên của đội tuyển bóng đá quốc gia Nigeria, và trước đây là đội bóng U20. Cô là một thành viên của đội tham gia Giải vô địch Bóng đá nữ châu Phi 2012. Ở cấp độ câu lạc bộ, cô là đội trưởng Delta Queens có trụ sở ở Nigeria, và trước đó chơi cho Bobruichanka Bobruisk ở Belarus.

## Sự nghiệp

### Cấp Câu lạc bộ
Joy Jegede là một trong một số cầu thủ Nigeria trong đội hình của Bobruichanka Bobruisk chơi tại Giải Ngoại hạng Bêlarut. Nữ hoàng hậu vệ Nigeria Ejovwo Willian đã ca ngợi Jegede vì đã khiến cô cảm thấy được chấp nhận khi gia nhập đội bóng này. Kể từ ít nhất 2015, Jegede chơi cho Delta Queens có trụ sở ở Nigeria. Cô là đội trưởng của đội.

### Cấp Quốc gia
Jegede là đội trưởng của đội bóng đá U20 tuổi quốc gia Nigeria tham gia giải đấu World Cup FIFA U20 Bóng đá nữ 2010, nơi đội cuối cùng bị Đức đánh bại trong trận chung kết. Jegede sớm chuyển sang đội tuyển quốc gua chính thức, bao gồm cả việc được gọi vào đội tuyển tham gia vòng loại cho Thế vận hội Mùa hè 2012 tại London, Vương quốc Anh. Cô cũng là một phần của đội hình đội tuyển tham gia Giải vô địch nữ châu Phi năm đó.
Cô không phải là một cầu thù thường xuyên, cố định được gọi tham gia đội hình đội tuyển bóng đá nữ, nhưng một lần nữa được gọi lại nhằm tham gia vòng loại trong trận với Equatorial Guinea vào năm 2015 nhằm mục đích tranh suất Thế vận hội Olympic. Cô đãtiếp tục tham gia vào đội tuyển quốc gia kể từ khi được gọi vào đội để tham dự giải Cúp bóng đá nữ châu Phi 2016.